# Тетте, Эндрюс
Эндрюс Тетте (англ. Andrews Tetteh; род. 25 мая 2001) — ганский футболист, нападающий греческого клуба «Кифисья».
В сезоне 2019/20, играя за команду афинской лиги «Руф» из одноимённого района греческой столицы, забил 9 мячей в 20 матчах. В июне 2020 года перешёл в клуб «Кифисья» из одноимённого города. В сезоне 2020/21 в группе турнира победителей групп лиги Гамма Этники забил 4 мяча в 4 матчах за «Кифисью», команда получила право на переход в новообразованную греческую Суперлигу 2. Демонстрировал результативную игру в матчах Суперлиги 2. По итогам сезона 2022/23 команда вышла в высший дивизион Греции — Суперлигу. 19 августа 2023 года дебютировал в высшем дивизионе в матче 1-го тура чемпионата против ПАСа (0:3).